# Wapen van Wittem

Wapen van Wittem uitvoering 1983

Het wapen van Wittem bestaat uit het gecarteleerde wapen met het wapen van Corsselaar van de voormalige gemeente Wittem.

## Geschiedenis
In de eerste helft van de veertiende eeuw verwierf Johan Corsselaar, een bastaardzoon van hertog Jan II van Brabant, het kasteel Wittem voor 2300 gulden. De van Cosselaers noemden zich voortaan "van Wittem" en combineerden hun wapenschild met de Brabantse leeuw en het geschulpte kruis. Het kruis was oorspronkelijk het geslachtswapen van de Julémonts, zij behoorden tot de wijd vertakte ridderfamilie der Scavendriesch. Het geslacht voerde sinds nazaat Hendrik I van Wittem een gecarteleerd wapen met op de kwartieren de Brabantse leeuw en het geschulpte kruis. Na 1466 ging het gebied over naar het geslacht Van Pallandt, onder hen werd de heerlijkheid verheven tot het rijksgraafschap Wittem. Nadien was het graafschap een bezit van de graven van Waldeck en Plattenberg.
Bij de wapenaanvraag in 1896 was het de wens van de gemeente om een gedeeld wapen te voeren. Boven een zwarte achtpuntige ster afkomstig van het wapen van Waldeck, onder het blauwe uitgeschulpte kruis op een zilveren veld. De Waldecks hadden voor Withem het kruis in een kwartier gevoerd, daarnaast vond men het een eerbetoon aan koningin Emma. De Hoge Raad van Adel vond dat de Waldecks de heerlijkheid (relatief gezien) kort had bezeten, Emma was van een andere tak van dit geslacht. De Hoge Raad adviseerde alleen het kruis te gebruiken. Op 27 januari 1897 werd het volgende wapen aan Wittem verleend, de beschrijving in het register van de Hoge Raad van Adel luidt:
"In zilver een uitgeschulpt kruis van lazuur."
Op het aan de gemeente verstrekte wapendiploma staat het wapen als volgt omschreven:
"In zilver een uitgeschulpt kruis van lazuur (Van Cosselaer-Wittem). Het wapen omgeven door een randschrift "Gemeentebestuur van Wittem."
Het randschrift is op het wapendiploma weergegeven in letters van azuur op een lint van zilver.
In 1982 werd Slenaken toegevoegd aan de gemeente, er moest een nieuw wapen worden ontworpen. Er werden geen elementen van het wapen van Slenaken aan het nieuwe wapen toegevoegd. Voorstel van de gemeente was de Brabantse leeuw op I, het kruis op II, gouden veld op III, en een effen blauw veld op kwartier IV. De Hoge Raad van Adel voelde meer voor het volledige wapen van de vroegst bekende heren van Wittem, vergelijkbaar met het wapen van Beersel in Vlaams-Brabant, vermeerderd met een vijfbladige markiezenkroon als symbool van het voormalige rijksgraafschap. Op 24 augustus 1983 werd het wapen verleend aan de gemeente. De beschrijving luidt:
"Gevierendeeld : I en IV in sabel een leeuw van goud, getongd en genageld van keel, II en III in zilver een uitgeschulpt kruis van azuur. Het schild gedekt met een gouden kroon van 5 bladeren."
In 1999 werd de gemeente samengevoegd in de nieuwe gemeente Gulpen-Wittem. Elementen van het wapen werden overgenomen in het wapen van Gulpen-Wittem.

## Verwante wapens

Witthem, uit wapenboek Codex 148 circa 1483
Wapen van Wittem, uitvoering 1897
Het wapen van Zwake
Het wapen van Gulpen-Wittem